# Peggy Whitson
Peggy Annette Whitson (* 9. Februar 1960 in Mount Ayr, Iowa) ist eine US-amerikanische Astronautin. Sie hält mit insgesamt 695 Tagen den Rekord als Amerikanerin und als Frau mit der längsten Gesamtaufenthaltsdauer im All. Mit insgesamt 60 Stunden und 21 Minuten hält sie außerdem den Rekord für die längste Gesamtzeit, die sich eine Frau außerhalb eines Raumfahrzeugs aufhielt. Außerdem hält sie den Rekord für die meisten Außenbordeinsätze einer Frau mit insgesamt 10 Einsätzen.

## Ausbildung
Geboren in der kleinen Ortschaft Mount Ayr, wuchs Whitson in Beaconsfield auf, wo ihre Eltern einen landwirtschaftlichen Betrieb hatten. 1978 beendete Whitson die High School und begann, Chemie und Biologie zu studieren. Sie besuchte das private Iowa Wesleyan College in Mount Pleasant, das von den Methodisten unterhalten wird und wo schon der Astrophysiker James Van Allen studierte. Mit „hervorragend“ (summa cum laude) erhielt sie 1981 ihren Bachelor.
Whitson zog dann nach Houston (Texas) – ein Wechsel vom Land in die Großstadt, den sie als „Kulturschock“ bezeichnet. An der dort ansässigen Rice University arbeitete sie an ihrer Doktorarbeit in Biochemie. Nach ihrer Promotion im Jahr 1985 über Proteine der Desoxyribonukleinsäure wollte sie eine Stelle am Johnson Space Center (JSC) der NASA antreten. Dazu hatte sie sich für ihre Dissertation selbst unter Zeitdruck gesetzt, denn sie wollte in ihrer Bewerbung unbedingt angeben können, dass sie „Dr.“ sei.
Im Oktober 1986 wechselte Whitson als wissenschaftliche Mitarbeiterin ans JSC. Zunächst arbeitete sie für den Nationalen Forschungsrat der USA (National Research Council), danach leitete sie eine Forschungsgruppe von KRUG International, eine Firma, die im Auftrag der NASA die medizinische Abteilung des JSC führt. Seit Herbst 1989 war sie direkt für das JSC tätig. Sie war technische Leiterin des biochemischen Labors, als sie ein Experiment für die japanische Spacelab-Mission STS-47 entwickelte: Es flog acht Tage im September 1992 und erforschte das Knochenwachstum. Anschließend wurde sie zur Projektwissenschaftlerin des Shuttle-Mir-Programms berufen. Daneben war sie bis 1997 außerordentliche Assistenzprofessorin an der University of Texas.
Ab 1993 war Whitson drei Jahre lang stellvertretende Leiterin der medizinischen Abteilung des JSC und die letzten zwei Jahre (1995–1996) Vizevorsitzende der russisch-amerikanischen wissenschaftlichen Arbeitsgruppe.

## Astronautentätigkeit
Es war die erste Mondlandung, die auf die Grundschülerin Whitson 1969 einen tiefen Eindruck gemacht hat. Als Astronaut auf dem Mond herumzulaufen, müsse großartig sein, dachte sie. Dies war für sie der Auslöser, ins All fliegen zu wollen. Ihr Berufswunsch erhielt neue Nahrung, als neun Jahre später erstmals Frauen ins Astronautenkader aufgenommen wurden.
Whitson wurde mit der 16. Astronautengruppe der NASA im Mai 1996 der Öffentlichkeit vorgestellt. Die zweijährige Grundausbildung zum Missionsspezialisten begann Mitte August 1996 im JSC. Danach wurde sie aufgrund ihrer Reputation nach Russland geschickt. Beruflich hatte sie seit 1989 immer wieder dort zu tun. Diesmal bestand ihre Aufgabe im Schreiben der zweisprachigen Handbücher für die ISS und den im Juri-Gagarin-Kosmonautentrainingszentrum trainierenden US-Raumfahrern beratend zur Seite zu stehen.

### ISS-Expedition 5
Danach bereitete sich Whitson auf ihren ersten Raumflug vor. Sie wurde sofort für eine Langzeitmission ausgewählt. An Bord von STS-111 startete sie mit ihrem Kommandanten Korsun und dem Bordingenieur Treschtschow zur Internationalen Raumstation (ISS). Die drei bildeten die fünfte Langzeitbesatzung, die ab Juni 2002 auf der Station arbeitete. Am 16. August verließ Whitson mit Korsun für Außenarbeiten die ISS. In viereinhalb Stunden montierten sie sechs Schilde zum Schutz gegen Mikrometeoriten. Einen Monat später wurde sie zum ersten ISS-Wissenschaftsoffizier ernannt. Die NASA wollte dadurch die Forschung auf der Raumstation mehr in den Vordergrund stellen. Nach 178 Tagen kehrten die drei mit STS-113 wieder zur Erde zurück.

### NEEMO 5
Im Sommer 2003 verbrachte Whitson zusammen mit den Astronauten Clayton Anderson und Garrett Reisman sowie drei weiteren Freiwilligen eineinhalb Wochen im Unterwasserlabor „Aquarius“. Diese Exkursion fand im Rahmen des NEEMO-Programms statt. Seit Jahren führt die US-Raumfahrtbehörde diese „NASA Extreme Environment Mission Operations“ durch. NEEMO bietet eine gute Vorbereitung auf den Raumflug, weil die Verhältnisse ähnlich sind: Man muss mit mehreren Personen für eine bestimmte Zeit auf engstem Raum zusammenleben, man muss mit den Ressourcen auskommen, und Probleme müssen ohne Hilfe von außen gelöst werden.

### ISS-Expedition 14
Danach wurde Whitson zur Vizechefin des Astronautenbüros ernannt. Ab März 2005 leitete sie ein halbes Jahr die Abteilung ISS-Betrieb am JSC und trainierte seit Ende 2005 für ihren nächsten Flug. Sie befand sich als Kommandantin in der Ersatzmannschaft der Expedition 14.

### ISS-Expedition 16
Im Februar 2007 wurde sie offiziell zur Kommandantin der Expedition 16 berufen, deren Start am 10. Oktober 2007 erfolgte. Damit war sie gleichzeitig erste Kommandantin der ISS. Die Rückkehr erfolgte nach 192 Tagen am 19. April 2008.

### Chef-Astronautin der NASA
Im Oktober 2009 trat Peggy Whitson das Amt des Chef-Astronauten der NASA an. Sie ersetzte dabei Steven Lindsey, der sich ab diesem Zeitpunkt auf das Kommando der Shuttle-Mission STS-133 vorbereitete. Im Juli 2012 gab sie dieses Amt an Robert Behnken ab.

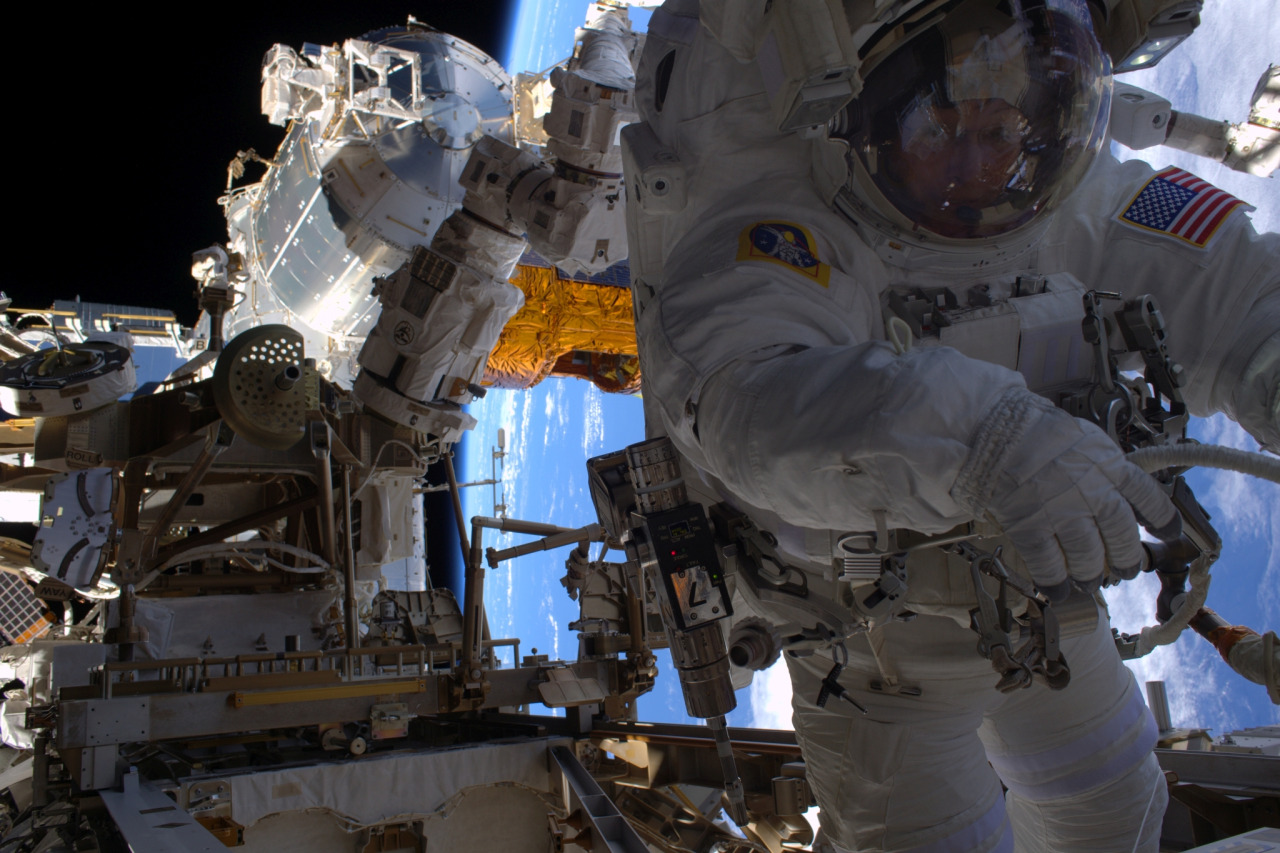
Whitson bei einem Außenbordeinsatz während Expedition 50

### ISS-Expeditionen 50 bis 52
Am 17. November 2016 startete Whitson mit dem Raumschiff Sojus MS-03 zu ihrem dritten Langzeitaufenthalt auf der ISS. Dort arbeitet sie zunächst als Bordingenieurin der Expedition 50. Am 30. März 2017 verließ Whitson zum insgesamt achten Mal die ISS für einen Weltraumspaziergang. Damit brach sie den bisherigen Rekord für die meisten Außenbordeinsätze einer Frau von Sunita Williams. Am 10. April 2017 übernahm sie das Kommando der ISS-Expedition 51. Schon im Laufe der Expedition 50 hatte die NASA bekanntgegeben, dass Whitson nicht am Ende der Expedition 51 zur Erde zurückkehren würde, sondern drei zusätzliche Monate mit der Expedition 52 an Bord der ISS verbringen würde. Möglich war dies, weil das Raumschiff Sojus MS-04 statt mit drei nur mit zwei Raumfahrern startete und somit ein Platz für die Rückkehr am 3. September 2017 frei war.
Am 24. April 2017 stellte sie mit insgesamt 534 Tagen im All einen neuen US-Rekord auf. Aus diesem Anlass führte US-Präsident Trump ein Telefonat mit Whitson und ihrem Kollegen Jack Fischer an Bord der ISS. Ihr Einsatz bei den ISS-Expeditionen 50 bis 52 erhöhte auch den Weltrekord für den längsten ununterbrochenen Aufenthalt einer Frau im Weltraum auf 289 Tage. Dieser Wert wurde Ende 2019 von Christina Koch ebenfalls an Bord der ISS überboten.
Whitson verließ die NASA am 15. Juni 2018.

### Axiom Space
Nachdem sie als Ersatzkommandantin der Axiom Mission 1 eingeteilt war, stellte das Unternehmen Axiom Space, bei dem Whitson als Director of Human Spaceflight fungiert, sie im Mai 2021 als Kommandantin der Axiom Mission 2 vor. Die Mission startete am 21. Mai 2023 mit einem Dragon-2-Raumschiff zur ISS. Neben Whitson gehören John Shoffner als Pilot, Ali Alqarni als Mission Specialist und Rayyanah Barnawi als Mission Specialist zur Mannschaft. Die vier Raumfahrer verbrachten acht Tage an Bord der Raumstation. Ein weiterer Flug zur ISS unter ihrem Kommando startete am 25. Juni 2025 mit der Mission Axiom Mission 4. Die Rückkehr erfolgte am 15. Juli 2025.

## Zusammenfassung
| Nr. | Mission                             | Funktion                     | Flugdatum | Flugdauer      |
| --- | ----------------------------------- | ---------------------------- | --------- | -------------- |
| 1   | STS-111/STS-113                     | Bordingenieurin              | 2002      | 184d 22h 15min |
| 2   | Sojus TMA-11/ISS-Expedition 16      | Bordingenieurin/Kommandantin | 2007/2008 | 191d 19h 07min |
| 3   | Sojus MS-03/ISS-Expedition 50/51/52 | Bordingenieurin/Kommandantin | 2016/2017 | 289d 05h 01min |
| 4   | Axiom Mission 2                     | Kommandantin                 | 2023      | 9d 05h 27min   |
| 5   | Axiom Mission 4                     | Kommandantin                 | 2023      | 20d 02h 59min  |

## Privates
Whitson ist verheiratet und kinderlos.